# Лерио, Арлан
Арлан Лерио (исп. Arlan Lerio; род. 22 ноября 1976) — филиппинский боксёр, представитель легчайшей и наилегчайшей весовых категорий. Выступал за национальную сборную Филиппин по боксу во второй половине 1990-х — первой половине 2000-х годов, серебряный призёр чемпионата Азии, обладатель двух серебряных медалей Игр Юго-Восточной Азии, победитель и призёр многих турниров международного значения, участник летних Олимпийских игр в Сиднее.

## Биография
Арлан Лерио родился 22 ноября 1976 года.
Впервые заявил о себе в боксе на международной арене в сезоне 1996 года, когда вошёл в состав филиппинской национальной сборной и выступил на чемпионате мира среди юниоров в Гаване.
Начиная с 1997 года боксировал на взрослом уровне, в частности в этом сезоне выиграл бронзовую медаль на международном турнире Хиральдо Кордова Кардин в Пинар-дель-Рио, одержал победу на международном турнире «Таммер» в Тампере, выступил на взрослом чемпионате мира в Будапеште, где в 1/8 финала наилегчайшей весовой категории был остановлен россиянином Ильфатом Разяповым.
В 1998 году взял бронзу на домашнем Кубке мэра в Баколоде, выступил на Азиатских играх в Бангкоке, где уже на предварительном этапе наилегчайшего веса уступил пакистанцу Хайдеру Али.
В 1999 году побывал на чемпионате Азии в Ташкенте, откуда привёз награду серебряного достоинства, выигранную в наилегчайшем весе — в решающем финальном поединке был побеждён представителем Южной Кореи Кимом Тхэ Гю. Помимо этого, стал серебряным призёром на Играх Юго-Восточной Азии в Бандар-Сери-Бегаван, проиграв в финале тайцу Варапою Петчкуму, был лучшим на международном турнире Multi Nations в Ливерпуле, получил серебряную награду на международном турнире Хиральдо Кордова Кардин в Санта-Кларе — здесь в финале его остановил аргентинец Омар Нарваэс.
Благодаря череде удачных выступлений удостоился права защищать честь страны на летних Олимпийских играх 2000 года в Сиднее — в категории до 51 кг благополучно прошёл первого соперника по турнирной сетке угандийца Джексона Асику, тогда как во втором бою в 1/8 финала в достаточно близком противостоянии по очкам потерпел поражение от поляка Анджея Ржаны.
После сиднейской Олимпиады Лерио остался в составе боксёрской команды Филиппин на ещё один олимпийский цикл и продолжил принимать участие в крупнейших международных турнирах. Так, в 2001 году в легчайшем весе он завоевал серебряную медаль на Играх Юго-Восточной Азии в Куала-Лумпуре и выступил на мировом первенстве в Белфасте, где в 1/8 финала проиграл боксёру из Доминиканской Республики Элио Рохасу.
В 2002 году стал серебряным призёром на Кубке Акрополиса в Афинах.
В 2003 году выступил на международном турнире Green Hill в Карачи и на чемпионате мира в Бангкоке, но попасть здесь в число призёров не смог.
Пытался пройти отбор на Олимпийские игры 2004 года в Афинах, однако на отборочном чемпионате Азии в Пуэрто-Принсесе потерпел поражение уже на ранней стадии соревнований.
Его младшие братья Роберто Лерио и Данило Лерио тоже стали достаточно известными боксёрами: первый активно выступал на профессиональном уровне, второй вместе с Арланом боксировал на Олимпиаде в Сиднее.